# Dan Philibert
Dan Philibert (* 6. August 1970 in Paris) ist ein ehemaliger französischer Leichtathlet, der vor allem im Hürdenlauf erfolgreich war. 

## Sportliche Karriere
Der 1,83 Meter große Dan Philibert startete bis 1993 für US Créteil. Von 1994 bis 1996 war er bei Stade Français und von 1997 bis 2000 beim Racing Club de France. Von 1991 bis 1995 und 1999 gewann er den französischen Meistertitel im 110-Meter-Hürdenlauf. Hinzu kamen vier Hallentitel im 60-Meter-Hürdenlauf zwischen 1993 und 1999.
Philibert trat bei 4 Wettkämpfen im Juniorenbereich und bei 26 Wettkämpfen im Erwachsenenbereich im Nationaltrikot an. Bei den Juniorenweltmeisterschaften 1988 in Sudbury belegte er den siebten Platz in 14,08 Sekunden, wobei die Zeiten von irregulärem Rückenwind unterstützt waren. Anfang 1990 bei den Halleneuropameisterschaften in Glasgow schied Philibert in 7,72 Sekunden im Halbfinale aus.
Anfang 1991 bei den Hallenweltmeisterschaften in Sevilla reichten Philibert 7,77 Sekunden nicht für den Finaleinzug. Im Juli bei den Mittelmeerspielen in Athen siegte Philibert in 13,56 Sekunden mit 0,08 Sekunden Vorsprung vor dem Spanier Carlos Sala. Sechs Wochen später bei den Weltmeisterschaften in Tokio erreichte Philibert das Finale und belegte in 13,33 Sekunden den fünften Platz. 1992 bei den Olympischen Spielen in Barcelona schied Philibert mit 13,77 Sekunden im Halbfinale aus. Im Juni 1993 bei den Mittelmeerspielen im Languedoc siegte Philibert in 13,62 Sekunden mit 0,05 Sekunden Vorsprung vor dem Griechen Stelios Bisbas. Im August bei den Weltmeisterschaften 1993 in Stuttgart genügten Philibert 13,42 Sekunden im Halbfinale nicht zum Finaleinzug.
Anfang 1994 bei den Halleneuropameisterschaften in Paris-Bercy wurde Philibert in 7,60 Sekunden Vierter, wobei zwischen dem Zweitplatzierten und dem Fünftplatzierten ganze vier Hundertstelsekunden lagen. Im Sommer bei den Europameisterschaften in Helsinki lief Philibert im Vorlauf 13,43 Sekunden und im Halbfinale 13,45 Sekunden. Im Endlauf belegte er in 13,54 Sekunden den siebten Rang. 1995 bei den Weltmeisterschaften in Göteborg erreichte Philibert im Finale den sechsten Platz in 13,34 Sekunden.
1997 bei den Weltmeisterschaften in Athen lief Philibert im Finale die schnellste Zeit seiner Karriere und wurde Fünfter in 13,26 Sekunden, nachdem er schon im Halbfinale 13,30 Sekunden vorgelegt hatte. Anfang 1998 bei den Halleneuropameisterschaften in Valencia lief Philibert im Halbfinale in 7,57 Sekunden seine Hallenbestleistung. Im Finale wurde er in Fünfter in 13,60 Sekunden. Im August 1998 bei den Europameisterschaften in Budapest schied Philibert im Halbfinale in 13,43 Sekunden aus. 1999 bei den Weltmeisterschaften in Sevilla verpasste Philibert mit 13,49 Sekunden im Halbfinale den Finaleinzug um 0,03 Sekunden. Es war Philiberts letzte internationale Meisterschaftsteilnahme.

## Bestleistungen
- 110 Meter Hürden: 13,26 Sekunden am 7. August 1997 in Athen
- 60 Meter Hürden (Halle): 7,57 Sekunden am 1. März 1998 in Valencia